# Mark Twight
Mark Francis Twight (* 1962) ist ein US-amerikanischer Extrembergsteiger und Fitnesstrainer.
Mark Twight ist bekannt durch seine radikalen Ansichten und den kompromisslosen Stil seiner Besteigungen, er war zwischen 1980 und 2000 der erfolgreichste US-amerikanische Bergsteiger. Er führte eine große Zahl an extrem schwierigen Erstbesteigungen in den Rocky Mountains, Alaska, Himalaya und den französischen Westalpen durch.
Sein Buch Steig oder Stirb (engl. Titel Kiss or Kill) erhielt 2001 den Jon Whyte Award for Mountain Literature im kanadischen Banff.

## Wichtige Unternehmungen
- 1988: Erste Begehung der Route Reality Bath am White Pyramide, Jasper-Nationalpark, Alberta
- Schnellste Solobegehung der Tschechenroute am Pik Kommunismus, Pamir-Gebirge
- 1986: Erstbegehung der Nord-West Route am Kangtega / Himalaya mit Alison Hargreaves
- 1988: Schnellste Solobegehung der Route Slipstream(1.000 m Eisfall in 2 Stunden) am Snow Dome, Alberta
- 1991: Erstbegehung Richard Cranium Memorial, Nordwestwand Les Droites, Mont-Blanc-Gruppe
- 2000: Tschechische Direkte, Mount McKinley, Alaska Range, Alaska mit Steve House und Scott Backes, dritte und bisher schnellste Begehung in 60 Stunden, Single-Push. (VI, 5.9, WI6, M5, 2950 Meter Wandhöhe)[1]

2006 trainierte Twight als Fitness Trainer die Darsteller des Films 300. Dieses Projekt machte Twight und sein Studio Gym Jones in der Fitnessbranche bekannt.

2013 fungierte Twight als Fitness-Trainer für die Darsteller des Films Man of Steel.

## Werk
- Steig oder Stirb. Geständnisse eines Bergsüchtigen. Piper Verlag, München 2007, ISBN 978-3-492-24864-8.
- Mark Twight, James Martin: Extreme Alpinism: Climbing Light, Fast & High. The Mountaineers Books, Seattle 1999, ISBN 978-0898866544.